# Megabalanus tintinnabulum
Megabalanus tintinnabulum är en kräftdjursart som först beskrevs av Carl von Linné 1758.  Megabalanus tintinnabulum ingår i släktet Megabalanus och familjen havstulpaner. Arten har ej påträffats i Sverige. Inga underarter finns listade i Catalogue of Life.

## Bildgalleri

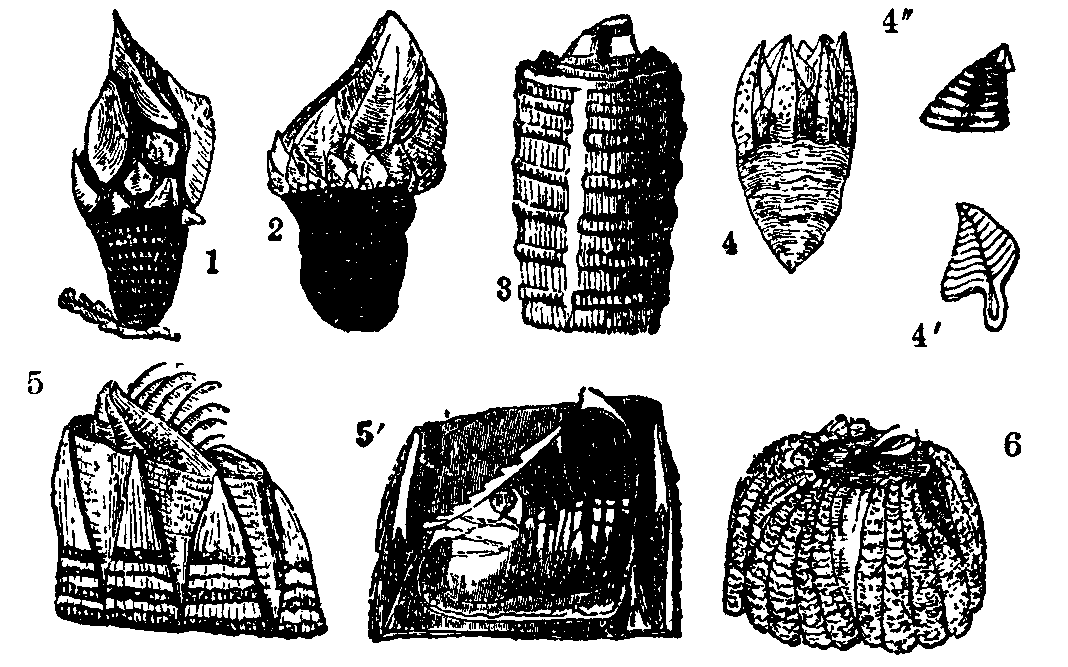
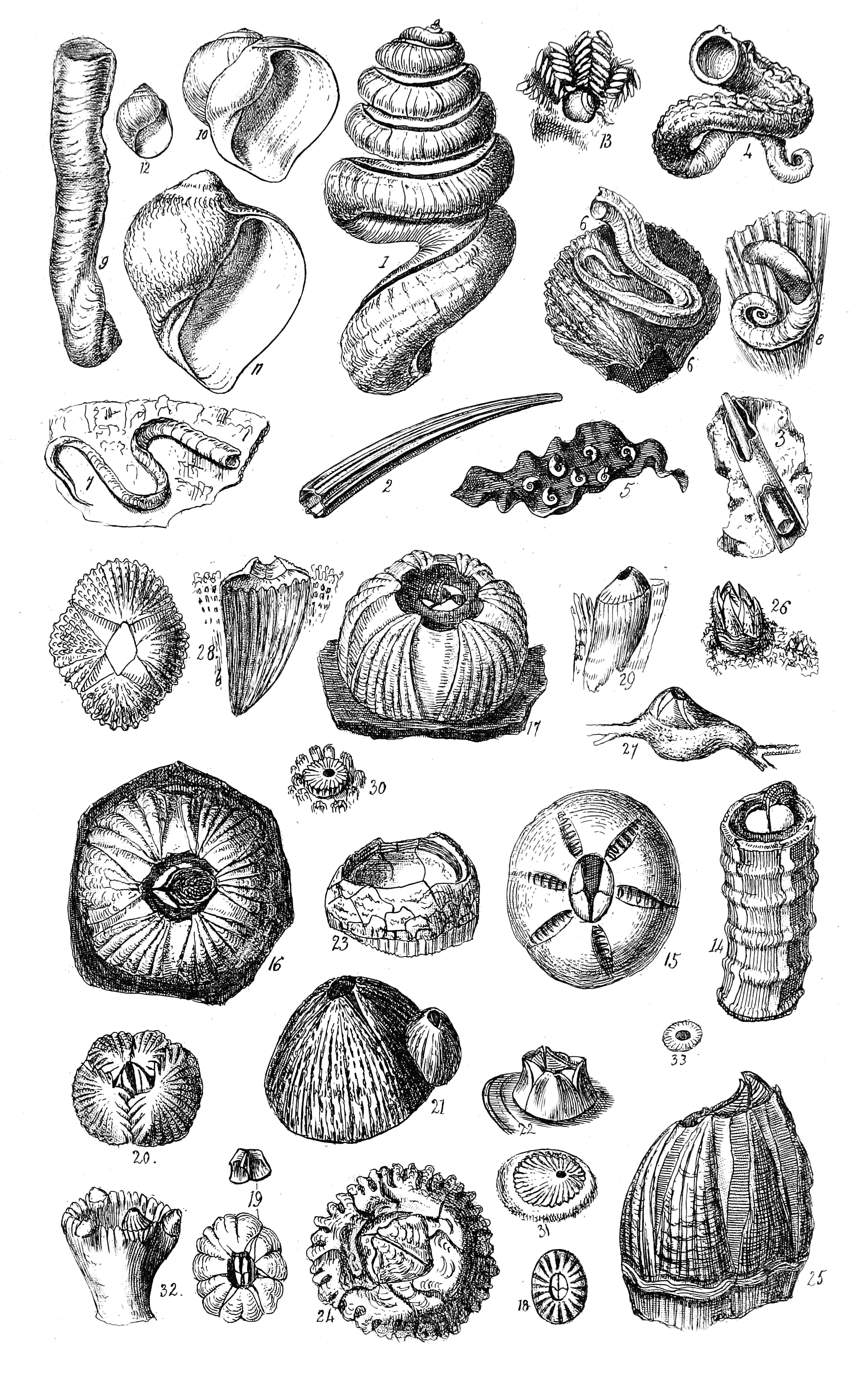
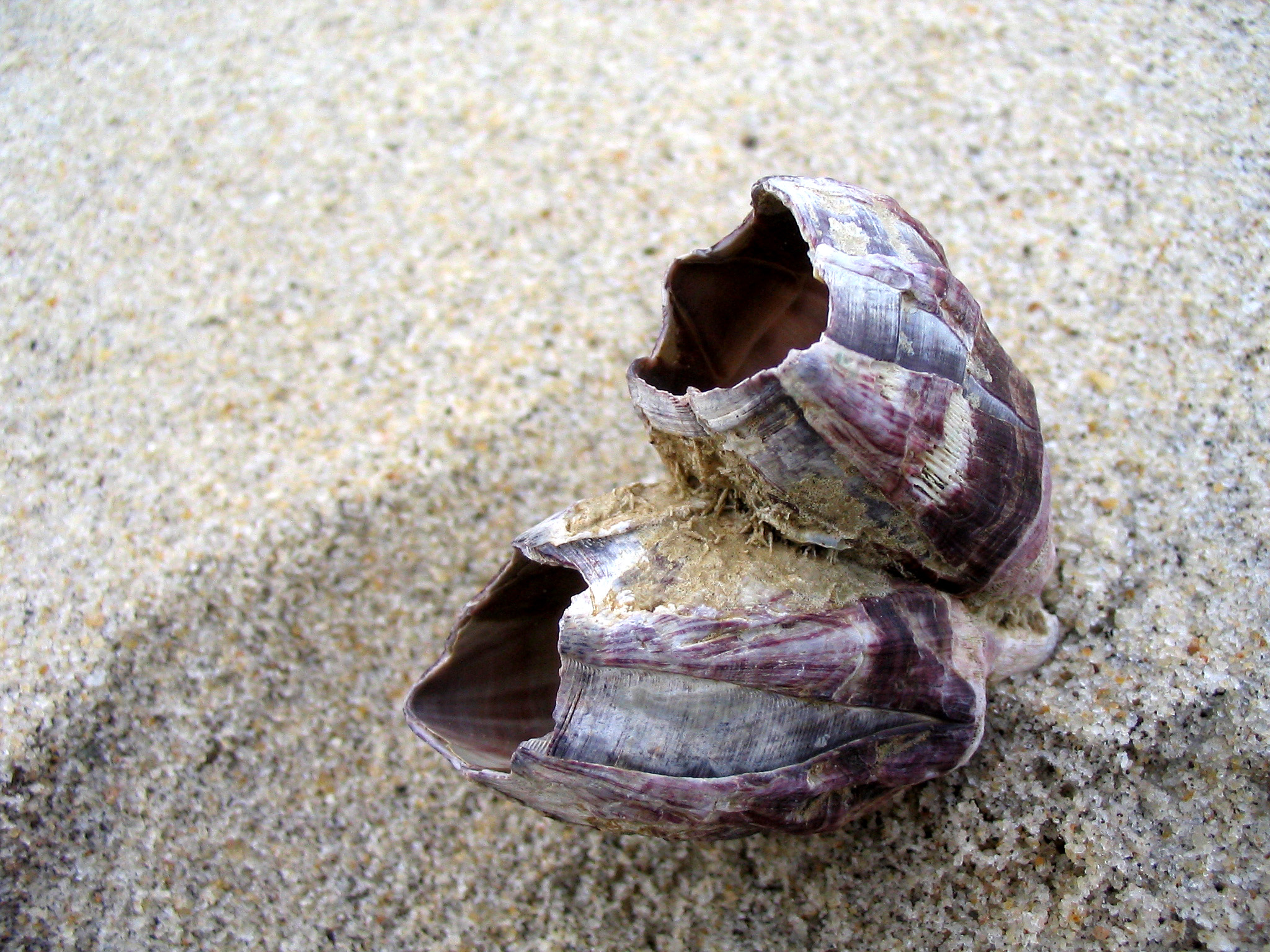